# Uibaí
Uibaí är en kommun i Brasilien.   Den ligger i delstaten Bahia, i den östra delen av landet, 800 km nordost om huvudstaden Brasília. Antalet invånare är 13 655.
I omgivningarna runt Uibaí växer huvudsakligen savannskog. Runt Uibaí är det glesbefolkat, med 20 invånare per kvadratkilometer.